# Micrapatetis purpurascens
Micrapatetis purpurascens là một loài bướm đêm trong họ Noctuidae.